# Legeriomyces dolabrae
Legeriomyces dolabrae är en svampart som beskrevs av L.G. Valle 2007. Legeriomyces dolabrae ingår i släktet Legeriomyces och familjen Legeriomycetaceae.   Inga underarter finns listade i Catalogue of Life.